# Boston Marathon 1916
De Boston Marathon 1916 werd gelopen op woensdag 19 april 1916. Het was de twintigste editie van deze marathon. De Amerikaan Arthur Roth kwam als eerste over de streep in 2:27.16,4. Hij had een kleine negen seconden voorsprong op de Fin Ville Kyrönen, de eerste Europeaan ooit die in Boston bij de eerste drie wist te finishen.
Evenals in voorgaande jaren was het parcours, ten opzichte van de sinds de Olympische Spelen van 1908 gevestigde opvatting dat de marathon een lengte van 42,195 km hoorde te hebben, te kort. Het was namelijk nog steeds tussen de 37 en 38,8 km lang.

## Uitslag
| rang   | naam            | land | tijd      |
| ------ | --------------- | ---- | --------- |
| Goud   | Arthur Roth     | USA  | 2:27.16,4 |
| Zilver | Ville Kyrönen   | FIN  | 2:27.27   |
| Brons  | Sidney Hatch    | USA  | 2:28.30   |
| 4      | James Corkery   | CAN  | 2:30.34   |
| 5      | William Brown   | USA  | 2:34.18   |
| 6      | William Kennedy | USA  | 2:35.17,8 |
| 7      | John Phillips   | USA  | 2:39.39,4 |
| 8      | Arthur Jamieson | CAN  | 2:41.09,8 |
| 9      | Mike Lynch      | USA  | 2:41.22   |
| 10     | George Moss     | USA  | 2:43.39,4 |

1897 ·
1898 ·
1899 ·
1900 ·
1901 ·
1902 ·
1903 ·
1904 ·
1905 ·
1906 ·
1907 ·
1908 ·
1909 ·
1910 ·
1911 ·
1912 ·
1913 ·
1914 ·
1915 ·
1916 ·
1917 ·
1918 ·
1919 ·
1920 ·
1921 ·
1922 ·
1923 ·
1924 ·
1925 ·
1926 ·
1927 ·
1928 ·
1929 ·
1930 ·
1931 ·
1932 ·
1933 ·
1934 ·
1935 ·
1936 ·
1937 ·
1938 ·
1939 ·
1940 ·
1941 ·
1942 ·
1943 ·
1944 ·
1945 ·
1946 ·
1947 ·
1948 ·
1949 ·
1950 ·
1951 ·
1952 ·
1953 ·
1954 ·
1955 ·
1956 ·
1957 ·
1958 ·
1959 ·
1960 ·
1961 ·
1962 ·
1963 ·
1964 ·
1965 ·
1966 ·
1967 ·
1968 ·
1969 ·
1970 ·
1971 ·
1972 ·
1973 ·
1974 ·
1975 ·
1976 ·
1977 ·
1978 ·
1979 ·
1980 ·
1981 ·
1982 ·
1983 ·
1984 ·
1985 ·
1986 ·
1987 ·
1988 ·
1989 ·
1990 ·
1991 ·
1992 ·
1993 ·
1994 ·
1995 ·
1996 ·
1997 ·
1998 ·
1999 ·
2000 ·
2001 ·
2002 ·
2003 ·
2004 ·
2005 ·
2006 ·
2007 ·
2008 ·
2009 ·
2010 ·
2011 ·
2012 ·
2013 ·
2014 ·
2015 ·
2016 ·
2017 ·
2018 ·
2019 ·
2020 ·
2021 ·
2022